# Mount St. Bride
Mount St. Bride är ett berg i Kanada.   Det ligger i provinsen Alberta, i den centrala delen av landet, 3 000 km väster om huvudstaden Ottawa. Toppen på Mount St. Bride är 2 875 meter över havet.
Terrängen runt Mount St. Bride är kuperad västerut, men österut är den bergig. Trakten runt Mount St. Bride är nära nog obefolkad, med mindre än två invånare per kvadratkilometer.. Närmaste större samhälle är Lake Louise, 17,8 km sydväst om Mount St. Bride. 
Trakten runt Mount St. Bride består i huvudsak av gräsmarker.